# Ereda
Ereda (tyska: Errides) är en by (estniska: küla) i Alutaguse kommun i landskapet Ida-Virumaa i nordöstra Estland. Byn ligger vid ån Kohtla jõgi, direkt söder om orten Sompa som utgör ett distrikt inom staden Kohtla-Järve.
I kyrkligt hänseende hör byn till Jõhvi församling inom den Estniska evangelisk-lutherska kyrkan.
Före kommunreformen 2017 tillhörde byn dåvarande Mäetaguse kommun.